# Aillutticus pinquidor
Aillutticus pinquidor är en spindelart som beskrevs av Galiano 1987. Aillutticus pinquidor ingår i släktet Aillutticus och familjen hoppspindlar. Inga underarter finns listade i Catalogue of Life.